# Henneberger Haus

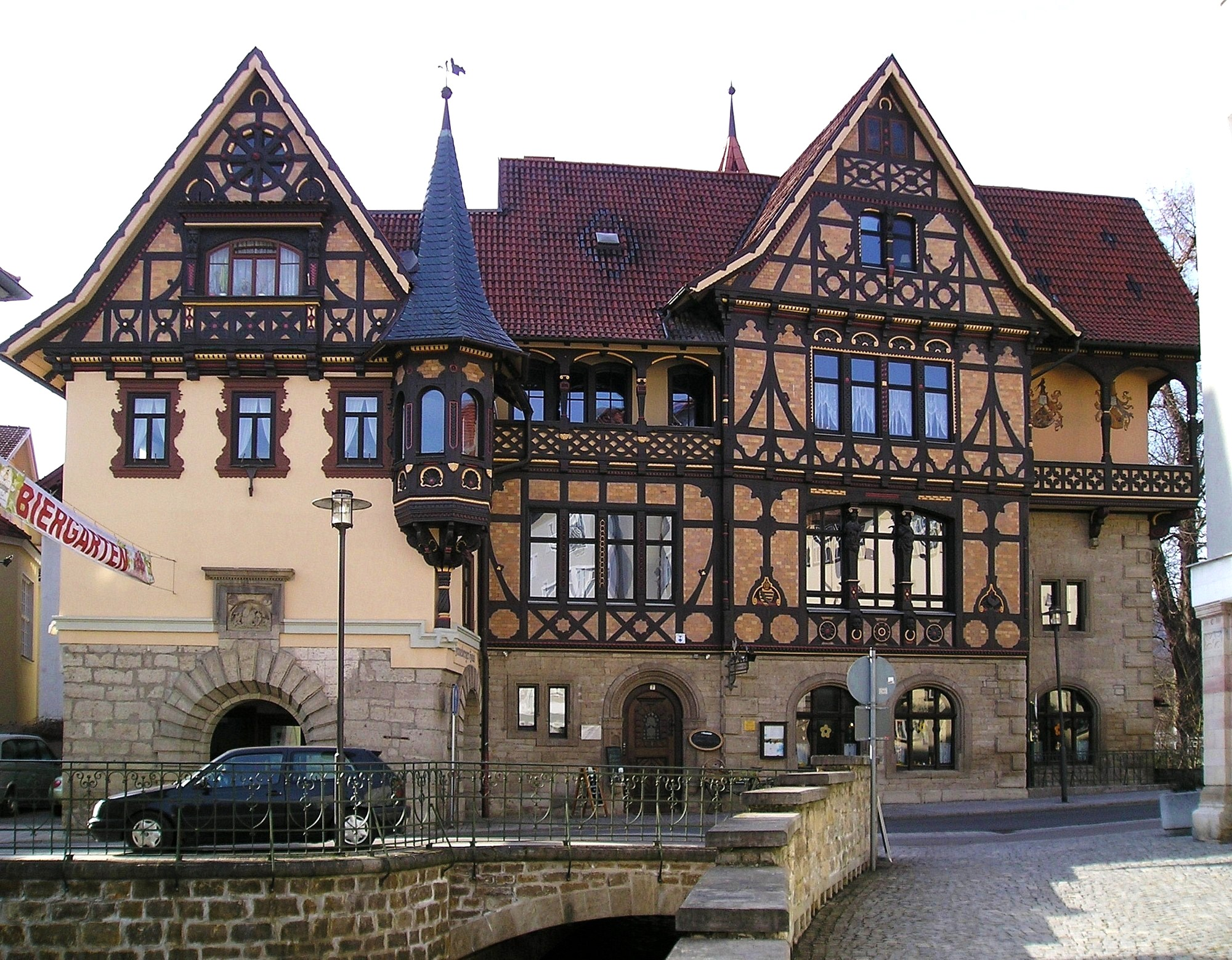
Henneberger Haus in Meiningen

Das Henneberger Haus in der hennebergisch-fränkischen Kreisstadt Meiningen im Freistaat Thüringen ist ein markanter, unter Denkmalschutz stehender Fachwerkbau von 1894/95 und ein Wahrzeichen der ehemaligen Residenzstadt.

## Geschichte
Das Henneberger Haus wurde von 1894 bis 1895 vom Architekten und Oberbaurat Eduard Fritze durch den Umbau eines bestehenden Gebäudes und zwei größeren neuen Anbauten errichtet. Es diente als Domizil des Hennebergischen Altertumsforschenden Vereins (HAV) und erhielt dadurch seinen Namen. Die Einweihung fand 1895 am 63. Gründungstag des 1832 von Ludwig Bechstein ins Leben gerufenen Vereins statt. Es präsentierte in mehreren Ausstellungsräumen die Exponate des HAV. Im Erdgeschoss wurde eine bis heute existierende Schänke im altdeutschen Stil eingerichtet. Bereits 1905 zog der HAV wieder aus dem Gebäude aus. In den 1990er Jahren wurde der Fachwerkbau umfassend restauriert. Er beherbergt heute neben einem Restaurant mit Winter- und Biergarten eine Pension und drei private Wohnungen.

## Bauwerk
Das Gebäude befindet sich am Nordrand der Meininger Altstadt an der Stelle des einstigen Unteren Torturms und der Nordostecke des Franziskanerklosters, die beide 1817 abgerissen wurden. Das Untergeschoss des Fachwerkbaus besteht aus massivem Kalksteinmauerwerk, die Obergeschosse sind historisierend im regionalen, fränkischen Fachwerkstil des 17. Jahrhunderts gehalten.
In den Südflügel ist ein Gebäude des ehemaligen Klosters integriert. Der Ostteil des Flügels mit Erker und Spitztürmchen und einer Unterführung für Fußgänger symbolisiert den einstigen Unteren Torturm. Über dem mittleren Torbogen wurde ein Steinrelief von 1603 angebracht, das aus der Kirche in Ellingshausen stammt.
Den Nordflügel setzte Architekt Fritze über den inneren Bleichgraben, einen Wassergraben der ehemaligen Stadtbefestigung. Dieser Flügel ist von einer dreiseitigen Balustrade, reich verziertem Fachwerk, Holzfiguren und Wandmalereien geprägt. An der Nordwestecke befindet sich eine stilvolle, verglaste Veranda und an der Westseite ein halbrunder Treppenturm mit Spitzdach.

Bilder
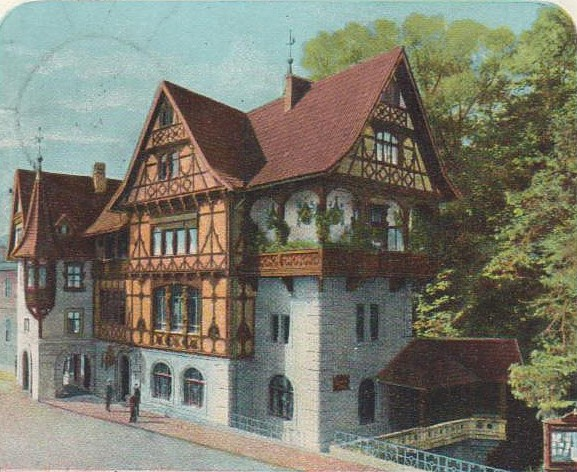
Colorierte Ansichtskarte von 1900
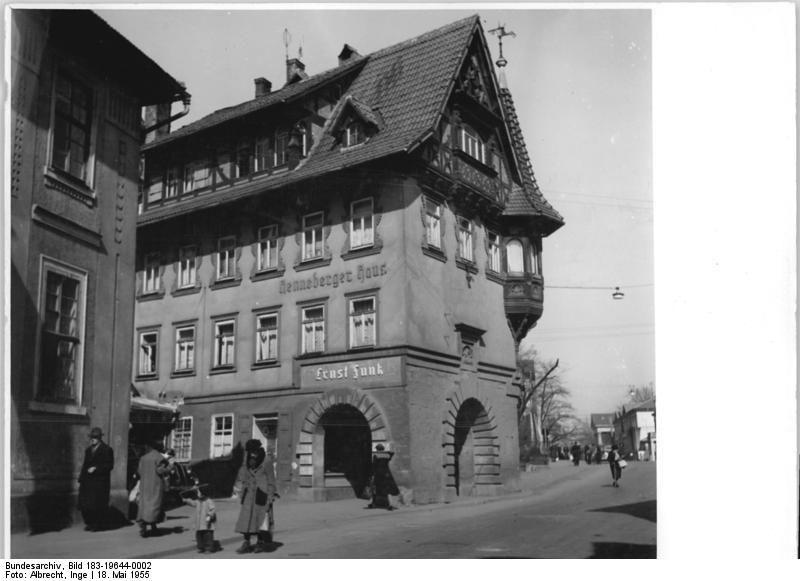
Mai 1955
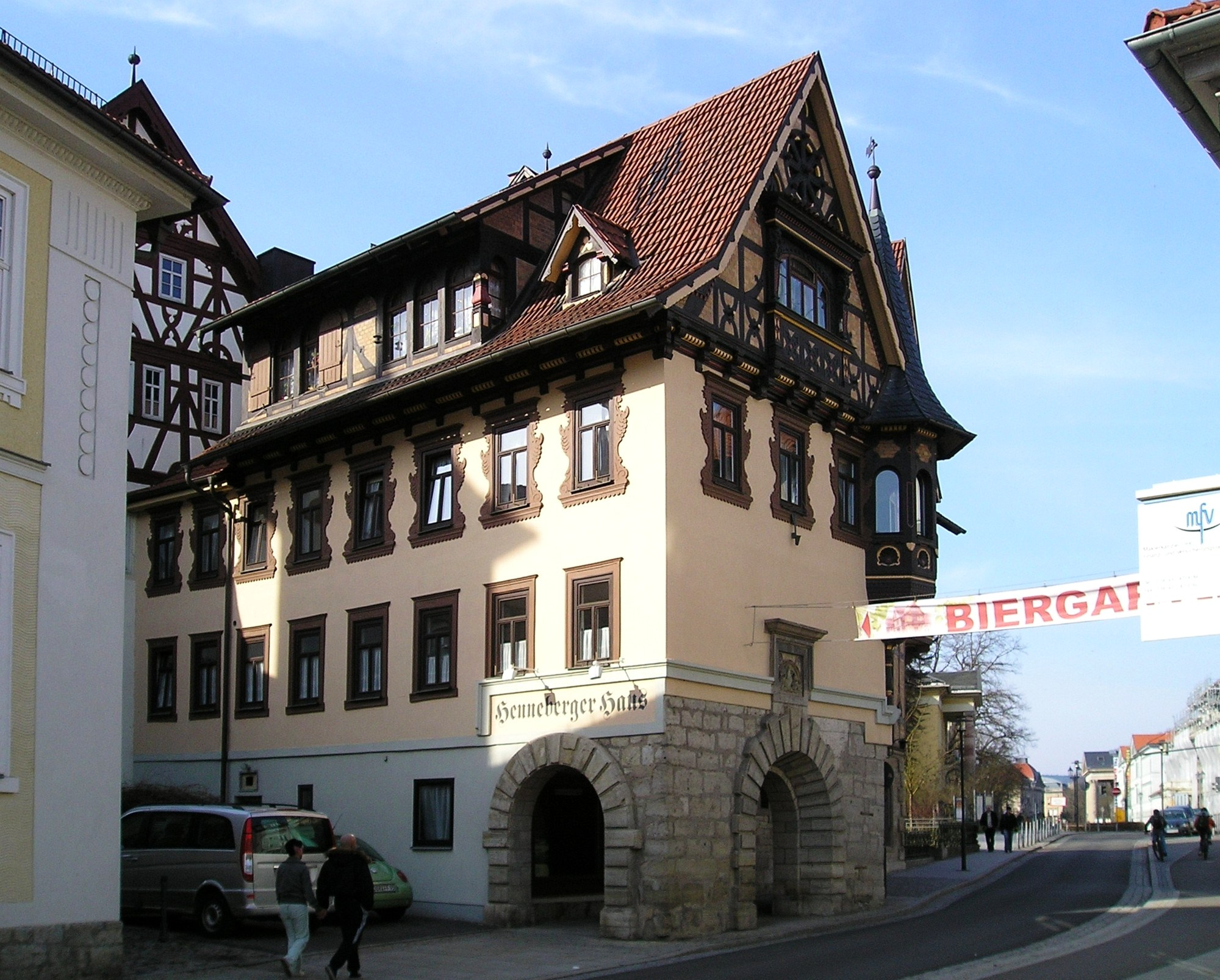
Südflügel - ältester, 1894 umgebauter Gebäudeteil
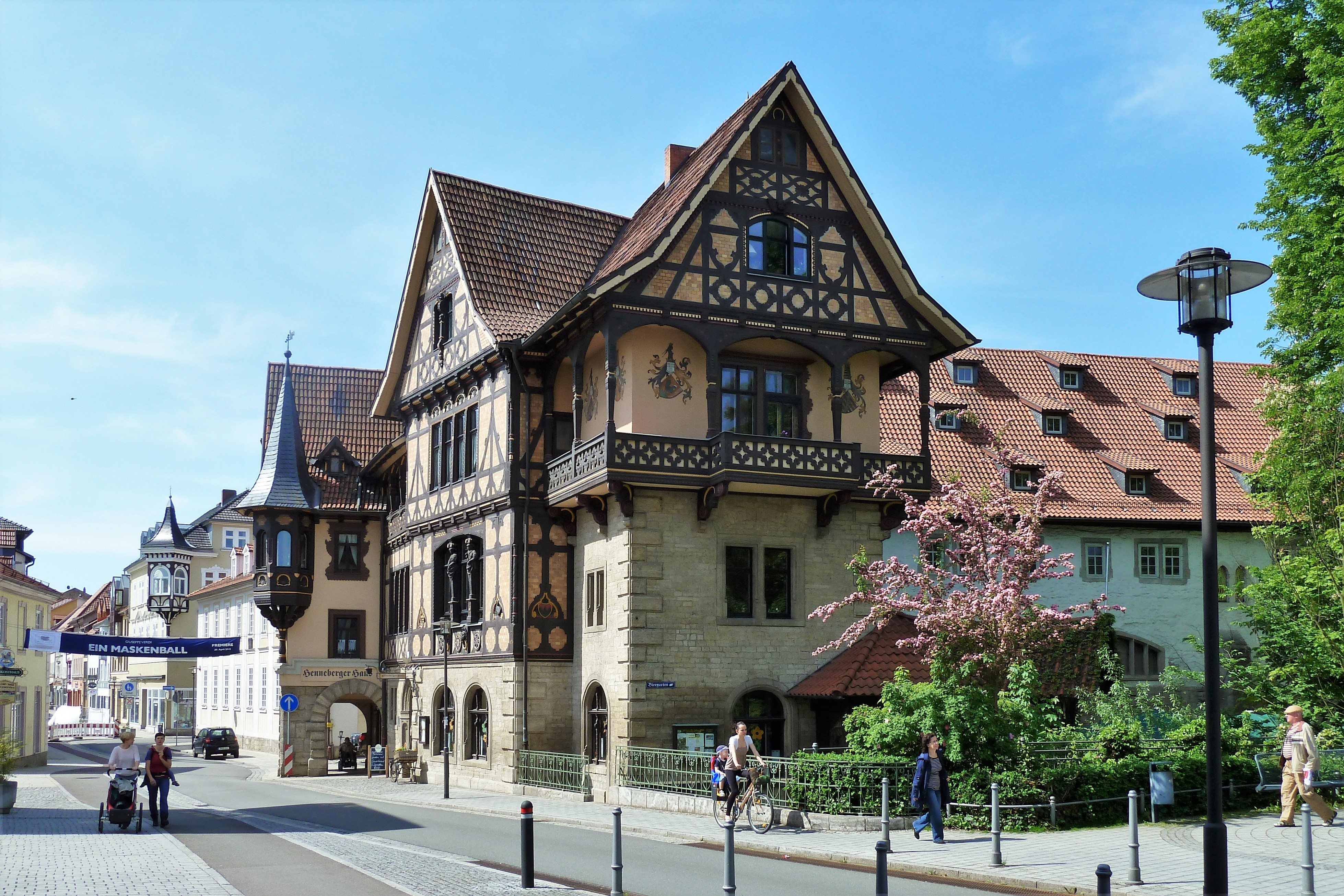
Beliebtester Blickwinkel für Fotoaufnahmen
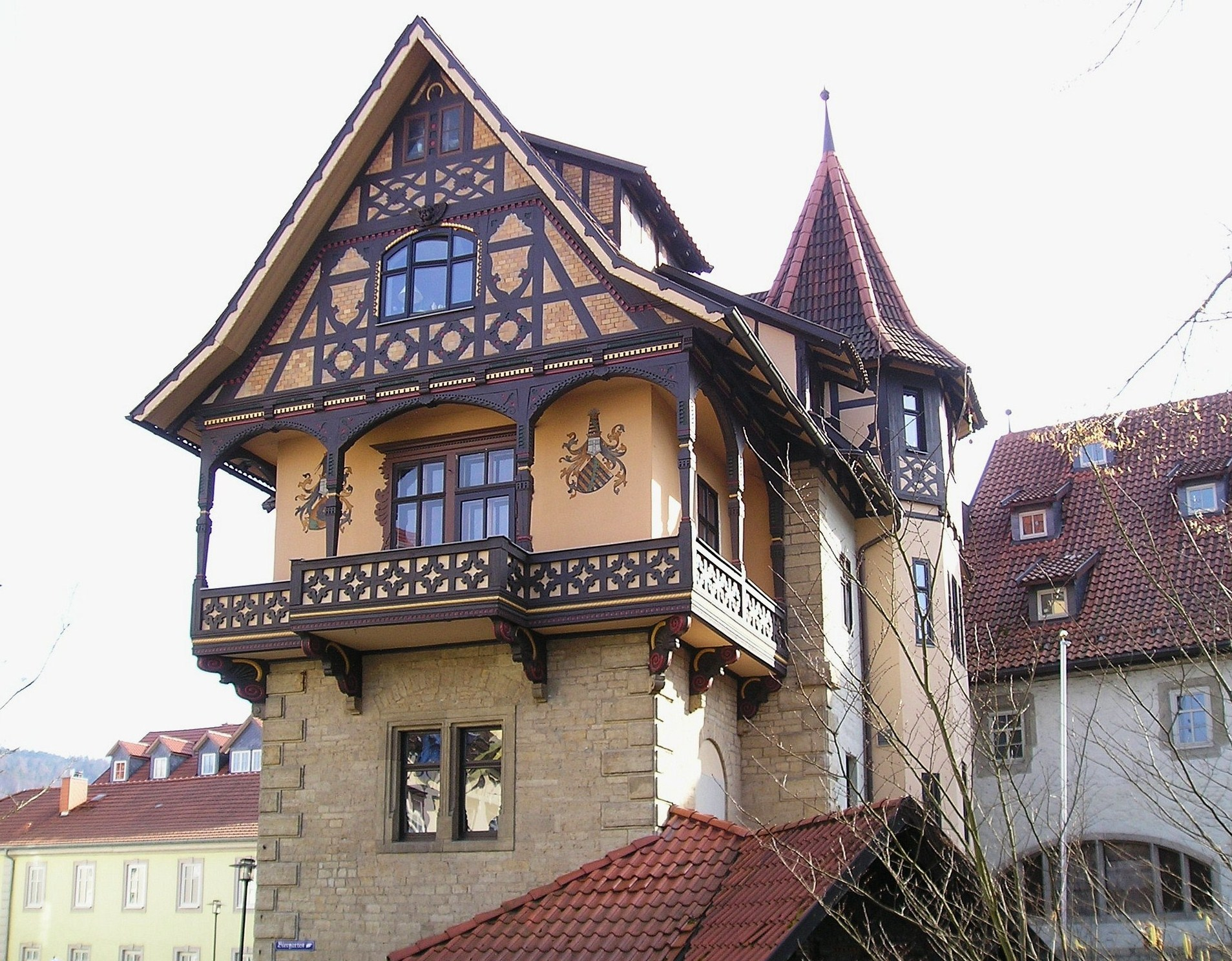
Nordwestecke mit Balustrade und Malereien